# Ficus microcarpa
Ficus microcarpa L.f., 1782, detto ficus ginseng è una pianta della famiglia delle Moraceae.

## Descrizione
È un albero che può raggiungere 15–25 m di altezza, con fusto ricoperto da una corteccia di colore grigio scuro, e rami dotati di radici aeree.
 Le foglie sono ellittiche, 4-8 × 3–4 cm, più o meno coriacee, venate, dotate di un corto picciolo.

I fichi sono tondeggianti, del diametro di 6–8 mm, si originano dalle ascelle foliari o direttamente dai rametti terminali privi di foglie, e sono di colore dal giallo al rosso pallido quando maturi.

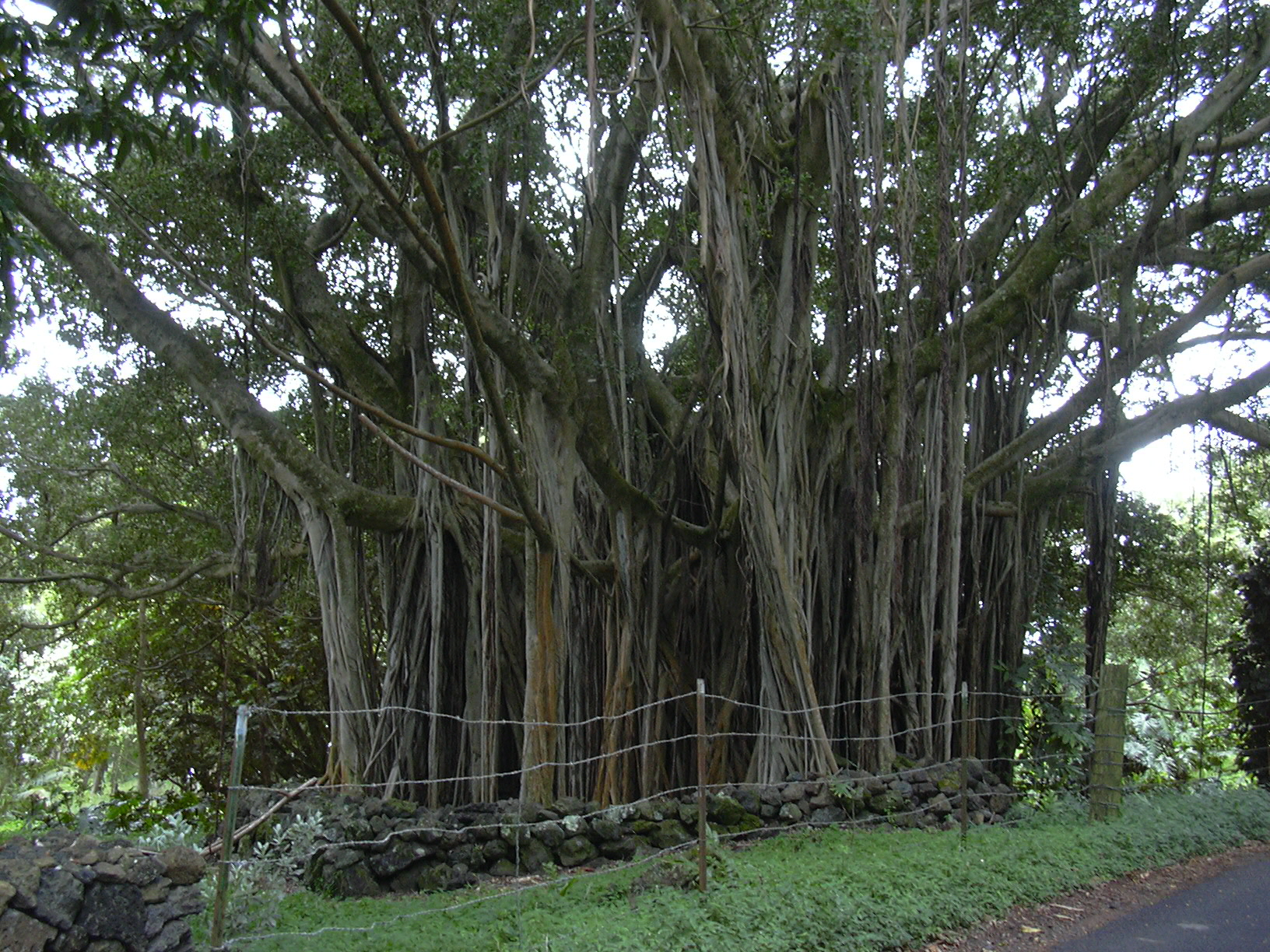
Esemplare con radici aeree
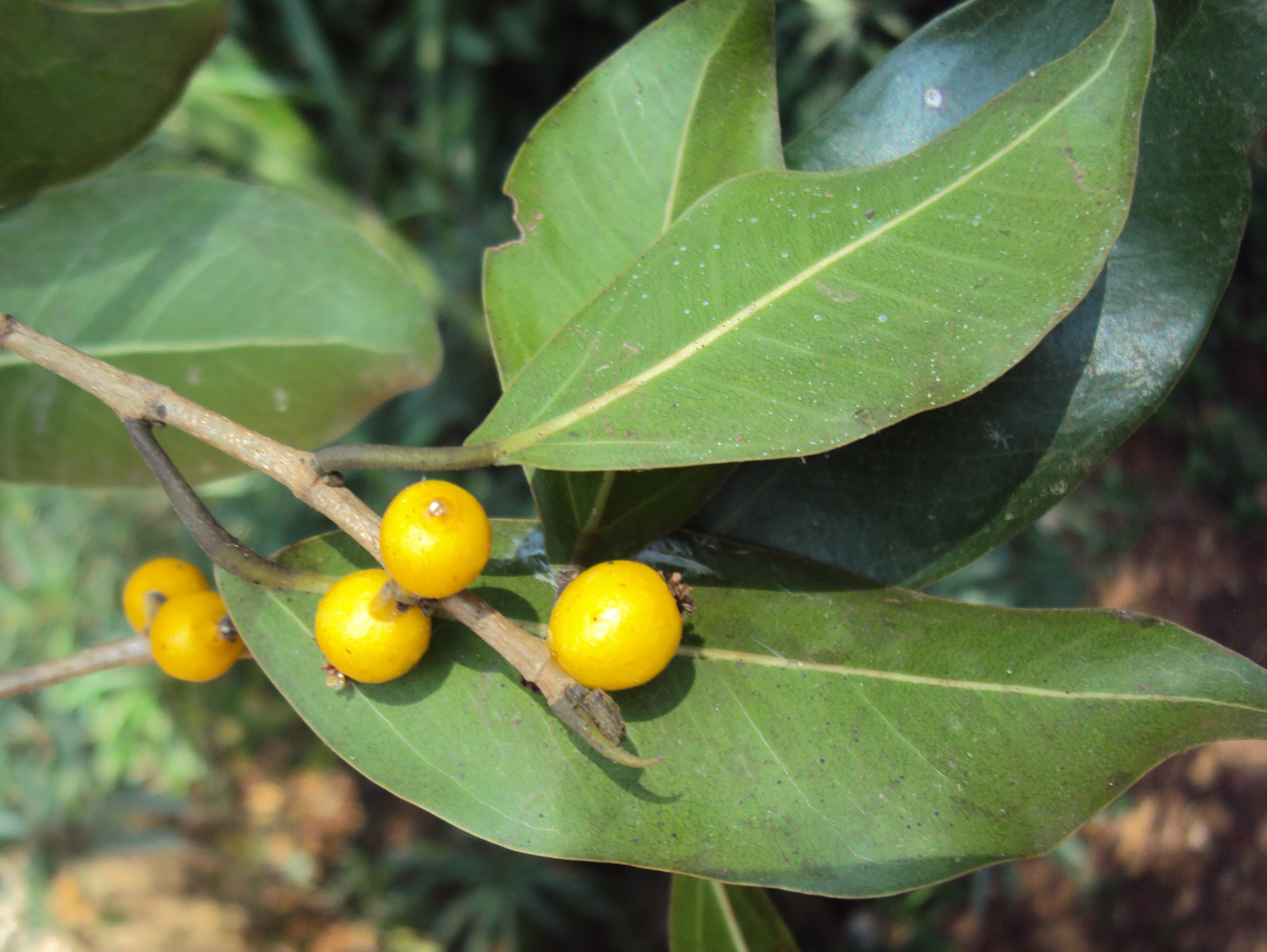
Foglie e frutti
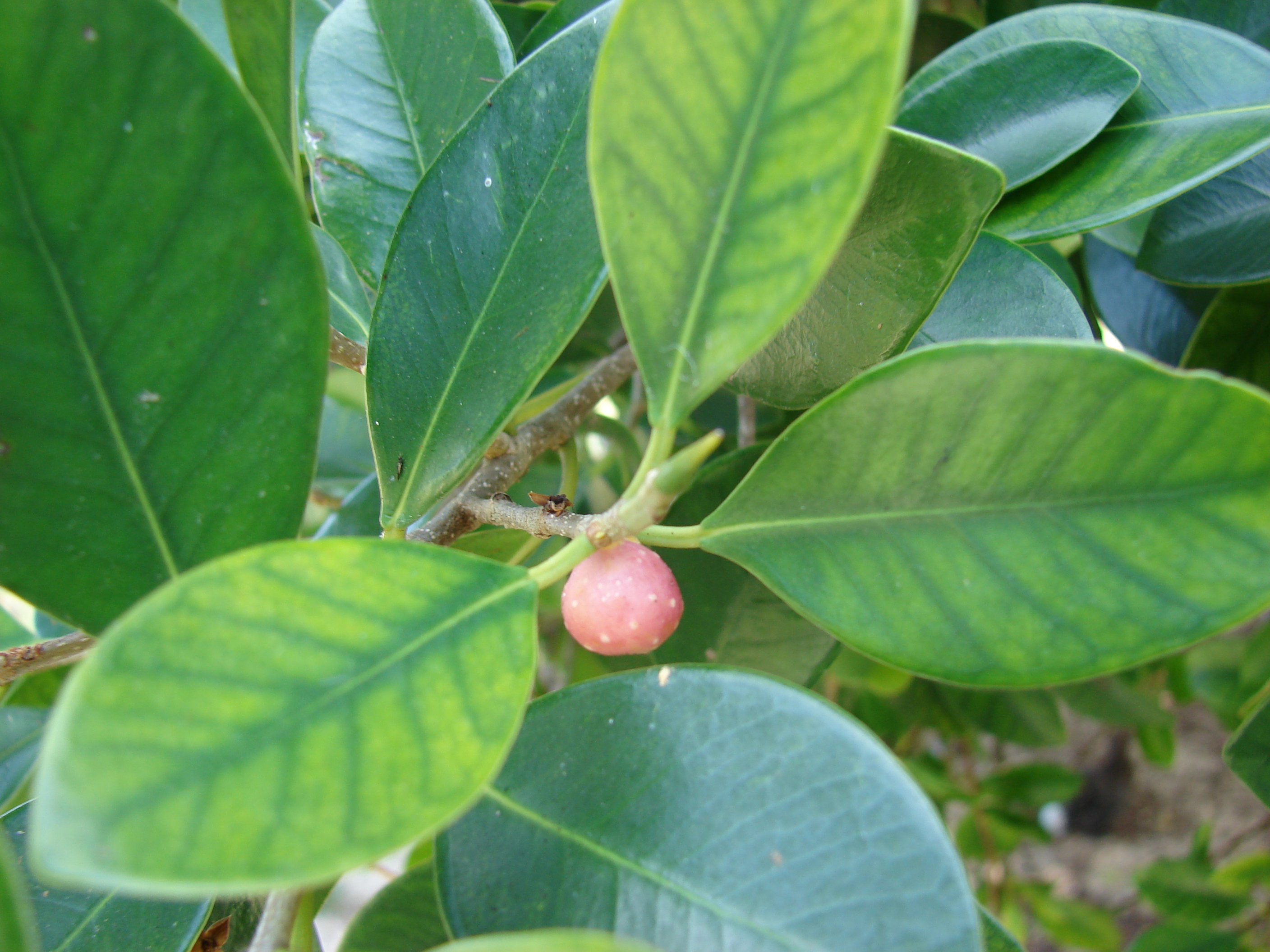
Frutto maturo

## Distribuzione e habitat
La specie ha un ampio areale che si estende dall'India e da Sri Lanka, attraverso Nepal, Bhutan, Sikkim, sino alla Cina (provincie di Fujian, Guangdong, Guangxi, Guizhou, Hainan, Yunnan, Zhejiang), a Taiwan e alle isole Ryukyu (Giappone), spingendosi attraverso l'Indocina, le Filippine, e l'arcipelago indo-malese, sino alla parte nord-orientale dell'Australia (Queensland), Palau (Micronesia), la Nuova Caledonia e le Isole Salomone.

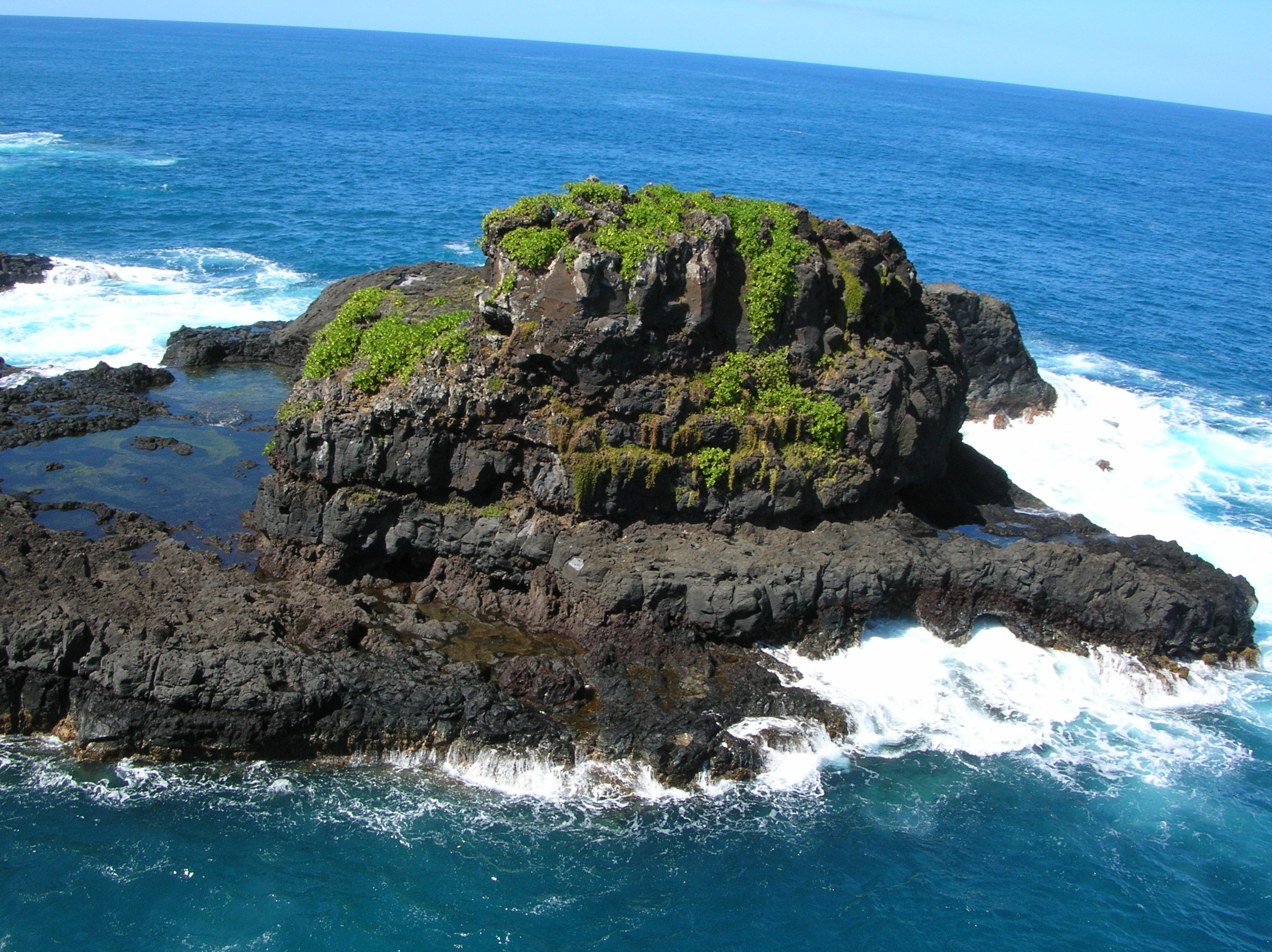
Ficus microcarpa a Maui (isole Hawaii)

È stata introdotta in Florida, nelle Hawaii, alle Bermuda e in numerosi paesi dell'America centrale e del Sud America, divenendo talora una specie invasiva molto aggressiva, in grado di svilupparsi anche sui muri delle abitazioni, sui ponti e su altre strutture in cemento.
In Italia, ove è diffusa come pianta ornamentale, si è naturalizzata in Sicilia.
Tollera gli ambienti salini in prossimità del mare.

## Biologia
Ficus microcarpa è impollinata dall'imenottero Eupristina verticillata (Agaonidae).
È pianta nutrice per le larve di diverse specie di farfalle tra cui Ammalo helops e Episcepsis lenaeus (Arctiidae), Ocinara ficicola e Trilocha varians (Bombycidae), Asota caricae, Asota ficus e Asota plaginota (Noctuidae), Lymantria serva (Lymantriidae), Malocampa punctata (Notodontidae), Cyrestis thyodamas, Euploea core, Euploea eunice, Euploea mulciber, Euploea sylvester, Euproctis stenomorpha, Hypolimnas bolina, Lycorea ilione e Marpesia petreus (Nymphalidae), Agrioglypta itysalis (Pyralidae), Antheraea paphia, Automeris brasiliensis, Automeris illustris, Dirphia avia e Syssphinx molina (Saturniidae), Manduca sexta, Pachylia ficus e Pachylia syces (Sphingidae), Andrioplecta pulverula (Tortricidae), Alophogaster rubribasis e Phauda flammans (Zygaenidae).
In alcune aree in cui Ficus microcarpa è stata introdotta si è rivelata molto attrattiva per diverse specie di uccelli che, nutrendosi dei suoi frutti, contribuiscono alla sua disseminazione. In particolare in Brasile, sono state censite dieci differenti specie che si nutrono dei frutti tra cui il tordo rufiventre (Turdus rufiventris), il tordo pettochiaro (Turdus leucomelas), il picchio crestabionda (Celeus flavescens), Pitangus sulphuratus e Thraupis sayaca. I suoi frutti e le sue foglie sono risorsa alimentare anche per il parrocchetto occhibianchi (Psittacara leucophthalmus).

## Usi

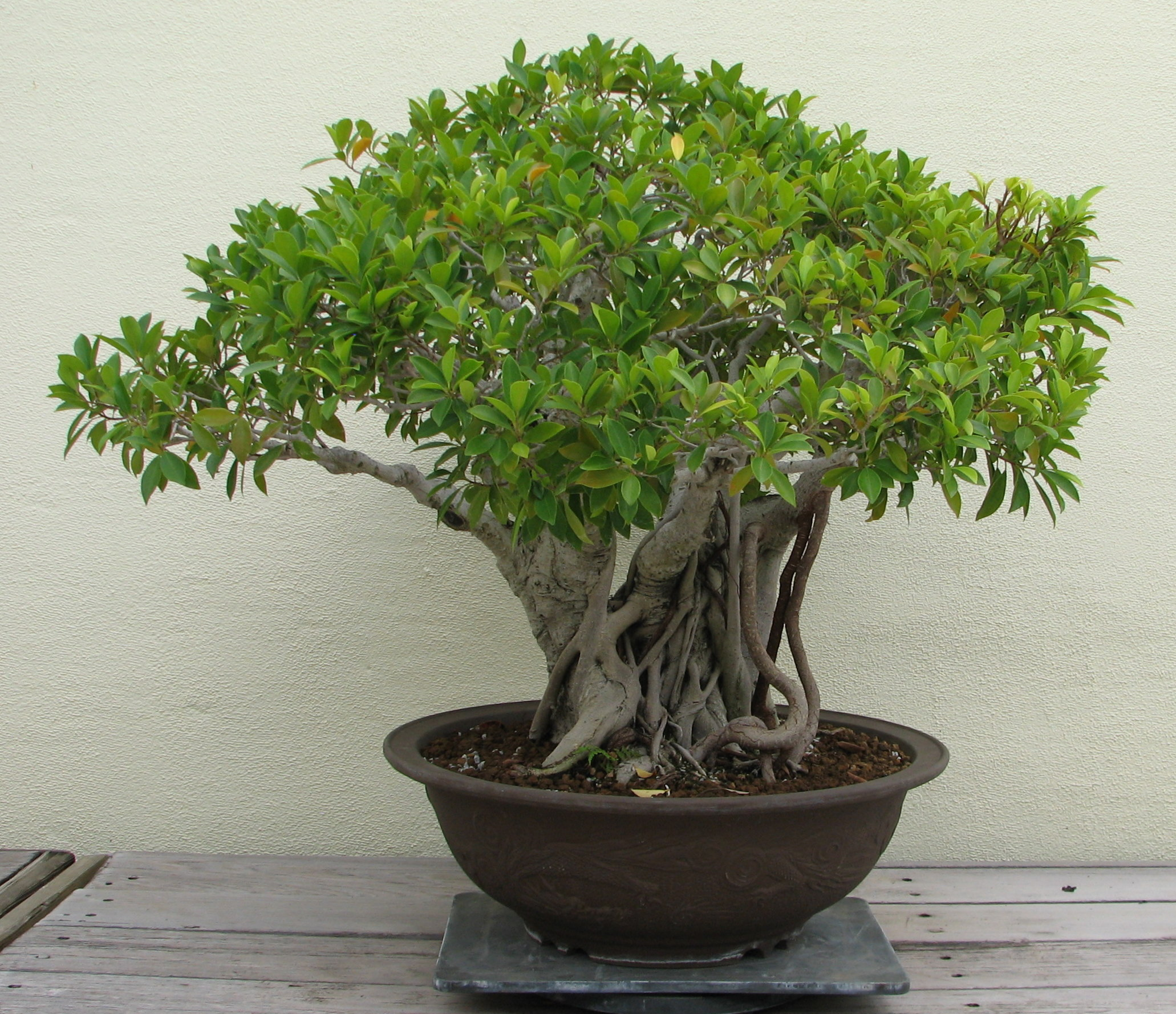
Bonsai di Ficus microcarpa

È spesso coltivata come pianta ornamentale.
È spesso utilizzata per la creazione di bonsai.